# Sesam
Sesam è un motore di ricerca scandinavo sviluppato dalla Schibsted. È stato lanciato il 1º novembre 2005 ed è disponibile in lingua norvegese e svedese. Alla fine del 2007 Sesam.no aveva avuto 480.000 utenti ed era tra i 12 siti web più grandi in Norvegia. Dal momento che la Schibsted in Norvegia detiene una posizione importante, il motore di ricerca è specializzato nella ricerca di notizie, ed offre anche la possibilità di effettuare una ricerca su tutti gli articoli pubblicati a partire dal 1983. Il motore di ricerca è stato sviluppato in collaborazione con la Fast Search & Transfer.